# Redigobius dispar
Redigobius dispar är en fiskart som först beskrevs av Peters, 1868.  Redigobius dispar ingår i släktet Redigobius och familjen smörbultsfiskar. Inga underarter finns listade i Catalogue of Life.